# Tennistoernooi van Miami 2021
|                                         |  |                                       |
| Ashleigh Barty, winnares bij de vrouwen |  | Hubert Hurkacz, winnaar bij de mannen |

Het tennistoernooi van Miami van 2021 werd van dinsdag 23 maart tot en met zondag 4 april 2021 gespeeld op de hardcourtbanen van het Hard Rock Stadium in Miami Gardens, 27 km benoorden de Amerikaanse stad Miami. De officiële naam van het toernooi was Miami Open.
Het toernooi bestond uit twee delen:
- WTA-toernooi van Miami 2021, het toernooi voor de vrouwen
- ATP-toernooi van Miami 2021, het toernooi voor de mannen

## Toernooikalender
- Bron: Tournament Schedule op miamiopen.com

| Miami             | maart 2021 | maart 2021 | maart 2021 | maart 2021 | maart 2021 | maart 2021 | maart 2021 | maart 2021  | maart 2021  | april 2021   | april 2021   | april 2021 | april 2021 |
| Miami             | din 23     | woe 24     | don 25     | vrĳ 26     | zat 27     | zon 28     | maa 29     | din 30      | woe 31      | don 1        | vrĳ 2        | zat 3      | zon 4      |
| ----------------- | ---------- | ---------- | ---------- | ---------- | ---------- | ---------- | ---------- | ----------- | ----------- | ------------ | ------------ | ---------- | ---------- |
| vrouwenenkelspel  | 1e ronde   | 1e ronde   | 2e ronde   | 2e ronde   | 3e ronde   | 3e ronde   | 4e ronde   | kwartfinale | kwartfinale | halve finale |              | finale     |            |
| mannenenkelspel   |            | 1e ronde   | 1e ronde   | 2e ronde   | 2e ronde   | 3e ronde   | 3e ronde   | 4e ronde    | kwartfinale | kwartfinale  | halve finale |            | finale     |
| vrouwendubbelspel |            |            | 1e ronde   | 1e ronde   | 1e ronde   | 2e ronde   | 2e ronde   | kwartfinale | kwartfinale |              | halve finale |            | finale     |
| mannendubbelspel  |            |            | 1e ronde   | 1e ronde   | 1e ronde   | 2e ronde   | 2e ronde   | kwartfinale | kwartfinale | halve finale |              | finale     |            |

ATP-toernooi van Miami‎ – WTA-toernooi van Miami‎

1985 · 1986 · 1987 · 1988 · 1989 · 1990 · 1991 · 1992 · 1993 · 1994 · 1995 · 1996 · 1997 · 1998 · 1999 · 2000 · 2001 · 2002 · 2003 · 2004 · 2005 · 2006 · 2007 · 2008 · 2009 · 2010 · 2011 · 2012 · 2013 · 2014 · 2015 · 2016 · 2017 · 2018 · 2019 · 2020 · 2021 · 2022 · 2023 · 2024 · 2025